# Louis Vautrey
 (février 2013).
Si vous disposez d'ouvrages ou d'articles de référence ou si vous connaissez des sites web de qualité traitant du thème abordé ici, merci de compléter l'article en donnant les références utiles à sa vérifiabilité et en les liant à la section « Notes et références ».
Louis Vautrey, né le 22 juin 1829 à Porrentruy, mort le 5 mai 1886 à Delémont, est un historien suisse qui fut curé-doyen de Delémont.

## Biographie
Louis Vautrey est ordonné prêtre en 1852. Après avoir été professeur et vicaire à Porrentruy, il est dès 1863 curé-doyen de Delémont. Il est l'initiateur des fêtes du Couronnement de Notre-Dame du Vorbourg en 1869. Lorsque, victime du Kulturkampf, l'évêque Eugène Lachat est destitué en 1873, Louis Vautrey rédige la protestation que signent tous les prêtres du Jura. Louis Vautrey connaît amendes et prison. En même temps que tous ses confrères, il est révoqué et exilé.
Il vit deux ans à Paris avant de pouvoir retrouver sa paroisse. Historien, Mgr Vautrey laisse, parmi de nombreuses œuvres, Notices historiques sur les villes et les villages du Jura bernois et deux volumes illustrés, Histoire des Évêques de Bâle. Il mourut à Delémont en 1886.

## Mémoire
Une rue de Delémont porte le nom de Louis Vautrey. Elle se détache de la Rue des Sels et se dirige vers l'ouest. Elle est reliée, au nord, avec la Rue du Colonel-Buchwalder. Elle se termine au haut de la Rue Jolimont et au départ de la Rue de la Bosse. Elle a reçu son nom de Rue Louis-Vautrey en 1944. On lit sur la plaque indicatrice de rue : Rue Louis-Vautrey, curé-doyen de Delémont, historien, 1829-1886.
Depuis 2007, les habitants jouxtant la Rue Louis-Vautrey organisent chaque été, autour du 22 juin, jour de la naissance de Louis Vautrey, une fête de quartier nommée "Fête à Louis".